# العقل والعاطفة (فلم)
العقل والعاطفة (بالإنجليزية: Sense and Sensibility) هو فيلم دراما تم إنتاجه في المملكة المتحدة والولايات المتحدة وصدر في سنة 1995. الفيلم من إخراج أنغ لي.والمأخوذ عن رواية جين اوستن 1811 الذي يحمل نفس الاسم.كتبت الممثلة إيما طومسون السيناريو ولعبت كنجمة في دور إلينور داشوود، في حين تلعب كيت وينسلت شقيقتها الصغرى ماريان. ويتابع الفيلم قصة الأخوات Dashwood،أفراد من أسرة إنجليزية ثرية من طبقة النبلاء، حيث يجب أن تتعاملن مع ظروف العوز المفاجئ. يضطرون للبحث عن الضمان المالي من خلال الزواج. الجهات الفاعلة هيو غرانت وآلان ريكمان يلعبان دور الخاطبين كل منهما. صدر الفيلم في 13 كانون الأول عام 1995 في الولايات المتحدة و23 فبراير 1996 في المملكة المتحدة

## الميزانية والإيرادات
بلغت تكلفة إنتاج الفيلم حوالي 16 مليون دولار بينما حقق أرباحا تقدر بـ 134,993,774 دولار.

### ترشيحات وجوائز
| السنة | الحدث  | الفئة     | النتيجة |
| ----- | ------ | --------- | ------- |
|       | أوسكار | أفضل فيلم | ترشـيـح |

## وصلات خارجية
- مقالات تستعمل روابط فنية بلا صلة مع ويكي بيانات

1. ↑  "معلومات عن العقل والعاطفة (فيلم) على موقع svenskfilmdatabas.se". svenskfilmdatabas.se. مؤرشف من الأصل في 2019-08-10.
2. ↑  "معلومات عن العقل والعاطفة (فيلم) على موقع isan.org". isan.org. مؤرشف من الأصل في 2019-10-09.
3. ↑  "معلومات عن العقل والعاطفة (فيلم) على موقع catalog.afi.com". catalog.afi.com. مؤرشف من الأصل في 2019-10-09.